# Radu Rusescu
Radu Rusescu (1893 - 1977) a fost un general român. 
Radu Rusescu a fost președintele organizației Crucea Roșie în perioada 1958 - 1960.
Colonelul (r.) Radu Rusescu a fost numit pe 10 octombrie 1944 ca adjutant regal onorific.

## Distincții
- Ordinul „Apărarea Patriei” clasa a III-a (30 decembrie 1957) „cu ocazia celei de a zecea aniversări a proclamării Republicii Populare Romîne și pentru merite deosebite în îndeplinirea sarcinilor date de Partidul Muncitoresc Romîn, pentru merite deosebite pe tărîmul construcției de stat, economice, sociale, culturale și obștești”[2]
- Ordinul „23 August” clasa a III-a (12 august 1959) „pentru contribuția activă la întărirea regimului democrat-popular”[3]
- Ordinul „23 August” clasa a II-a (10 august 1964) „pentru merite deosebite în opera de construire a socialismului, cu prilejul celei de a XX-a aniversări a eliberării patriei”[4]